# بنغان (بزنجان)
بنغان (بالفارسية: بنگان) هي مستوطنة تقع في إيران في قسم بزنجان الريفي. يقدر عدد سكانها بـ 1113 نسمة بحسب إحصاء 2016.